# Teritoriul de Nord
Teritoriul de Nord (engleză Northern Territory) este un teritoriu federal central-nordic al subîmpărțirii administrativ-teritoriale a Australiei, care, spre deosebire de statele federale Australia de Vest sau Australia de Sud, nu are drepturi statale proprii.
Teritoriul are o populație de circa 203.000 de locuitori. Recensământul din 2016 a stabilit că:   
- 25,5% din locuitorii teritoriului sau 58.248 de oameni sunt aborigeni;
- 58% din cetățeni vorbeau numai englezește;
- 36,6% s-au declarat creștini, din care 19,9% catolici.

În cele două orașe principale (Darwin și Palmerston) trăiește 70% din populația teritoriului. 

## Geografie
După regiunea de câmpie de pe coasta mării se întinde pe direcția nord–sud un platou cu munți sub formă de insule, printre care „Macdonnell Ranges”, ce pot atinge înălțimea de 1.511 m. În sud se desfășoară regiuni de deșert întinse, cu dune de nisip (Deșertul Simpson), pe când în nord locuiește populația băștinașă. Suprafața teritoriului este de 1.346.200 km2.

## Climă

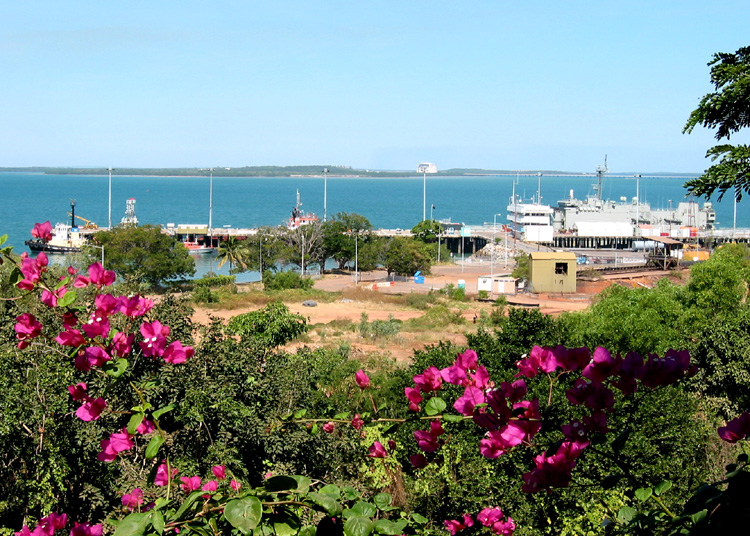
Portul Darwin

În interiorul continentului este o climă aridă de deșert, pe când în regiunea de coastă din nord predomină o climă caldă umedă, cu perioade de vânturi puternice (musoni) care adesea se transformă în taifunuri. Temperaturile maxime în nord (noiembrie–aprilie) ating 34 °C, în acest timp umiditatea aerului fiind foarte crescută, cu ploi dese, fac ca timpul dedicat turismului să fie nefavorabil. În restul anului scade temperatura și, implicit, umiditatea aerului. Australia centrală are o climă uscată caldă cu temperaturi deosebit de mari ce ating 58 °C, minimul fiind de 20 °.
Noaptea, între lunile–septembrie, temperatura poate scădea sub 0 °C.